# District de Hanbin
Le district de Hanbin (汉滨区 ; pinyin : Hànbīn Qū) est une subdivision administrative de la province du Shaanxi en Chine. Il est placé sous la juridiction de la ville-préfecture d'Ankang.